# Castelo de Aigremont
O Castelo de Aigremont foi construído entre 1332 e 1338 por Aimão de Pontverre, que fez dele a sua residência definitiva. Antes da construção do castelo os Pontverre viveram em Chapelle (Aigle) e Saint Triphon. Os Pontverre possuíam uma grande parte das terras senhoriais dos Ormont.
Ao fixarem-se no seu novo castelo, Aimão de Pontverre ficou com o primeiro título de Lorde Aigremont, ele era muito poderoso e teve a total confiança do conde Amadeu VI de Saboia. Aigremont em 1425 passou para os Condes de Gruyères.
O castelo ficava sobre uma ravina rochosa perto da aldeia de Voëttes, na comuna de Ormont-Dessous, a uma altitude de 1340 metros dominando os vales de Ormonts e de Raverette, bem como o desfiladeiro do Grande Eau de Sépey até Aigle. O trabalho feito pelas pessoas da região para transportar os materiais de construção até ao alto íngreme deveria ter sido muito duro e árduo.
Hoje tudo o que resta deste castelo é um pedaço de parede espessa grosseira e que fez parte da antiga torre circular no canto sudoeste do castelo. Perto da entrada, podem ainda ver-se os restos das valas. A construção parece ter tido a forma quase quadrada das fortalezas da Saboia. Os vestígios de dois canais subterrâneos, faz acreditar na existência de passagens secretas.